# Central Bedfordshire
Le Central Bedfordshire (littéralement, le « Bedfordshire-Central ») est une autorité unitaire d'Angleterre au Royaume-Uni, située dans le comté cérémoniel du Bedfordshire, dont le siège est Chicksands.

## Géographie
Le Central Bedfordshire s'étend sur 276,3 km2 et occupe le centre et le sud du Bedfordshire.
Le district comprend les paroisses civiles et localités suivantes :
| - Aley Green - Ampthill - Apsley End - Arlesey - Aspley Guise - Aspley Heath - Astwick - Barton-le-Clay - Battlesden - Beadlow - Beeston - Bidwell - Biggleswade - Billington - Blunham - Brogborough - Broom - Budna - Caddington - Campton - Chalgrave - Chalton - Chicksands - Chiltern Green - Clifton - Clophill - Cockayne Hatley - Cranfield - Dunstable - Dunton - East Hyde - Eaton Bray - Edworth - Eggington - Eversholt - Everton - Eyeworth - Fairfield Park - Fancott - Flitton - Flitwick | - Gravenhurst - Greenfield - Harlington - Hatch - Haynes - Haynes Church End - Heath and Reach - Henlow - Henlow Camp - Higham Gobion - Hockliffe - Holywell - Holme - Houghton Conquest - Houghton Regis - How End - Hulcote - Husborne Crawley - Hyde - Ickwell - Ireland - Kensworth - Langford - Leighton Buzzard - Lidlington - Lower Caldecote - Lower Shelton - Lower Stondon - Lower Sundon - Lower Woodside - Marston Moreteyne - Maulden - Meppershall - Millbrook - Milton Bryan - Moggerhanger - New Mill End - Northill - Old Warden - Pegsdon - Potsgrove | - Potton - Pulloxhill - Ridgmont - Salford - Sandy - Seddington - Sewell - Sharpenhoe - Shefford - Shillington - Silsoe - Skimpot - Slip End - Southill - Stanbridge - Stanford - Steppingley - Stotfold - Streatley - Studham - Sutton - Tebworth - Tempsford - Thorn - Thorncote Green - Tilsworth - Tingrith - Toddington - Totternhoe - Upper Caldecote - Upper Gravenhurst - Upper Shelton - Upper Stondon - Upper Sundon - Westoning - Whipsnade - Wingfield - Woburn - Woodside - Wrestlingworth |

## Histoire
Le district est créé le 1er avril 2009 par la fusion des districts du Central Bedfordshire et du South Bedfordshire.

## Démographie
| 2011    | 2021    |
| ------- | ------- |
| 255 600 | 295 541 |

## Politique et administration
Le district est dirigé par un conseil de 63 membres, élus pour un mandat de quatre ans. Les dernières élections ont eu lieu le 4 mai 2023.